# Legatus
Genre
Legatus est un genre d'oiseaux de la famille des Tyrannidae.

## Liste des espèces
Selon la classification de référence du Congrès ornithologique international (version 6.4, 2016) :
- Legatus leucophaius – Tyran pirate (Vieillot, 1818)
  - Legatus leucophaius variegatus (Sclater, PL, 1857)
  - Legatus leucophaius leucophaius (Vieillot, 1818)